# Senyor Fosc
El Senyor Fosc (o també conegut com a Senyor del Mal, en anglès Dark Lord) és un nom sovint usat en ficció per a referir-se a un poderós malvat (dolent o antagonista) envoltat de seguidors, especialment quan es creu que pronunciar el seu autèntic nom porta molt mala sort. Un Senyor Fosc és un malvat de gairebé omnipotència en el seu regne que busca dominar la Terra, o altres planetes, o galàxies senceres, o l'univers mateix, amb l'ajuda dels seus grans exèrcits i seguidors devots. No tenen cap mena d'empatia, d'altra banda, a l'hora de complir els seus malsans objectius.
Són grans dolents d'immenses ànsies de poder que sempre busquen obtenir un poder molt més gran del que ja tenen. És així com el seu regnat de terror augmenta incomparablement sense importar-los haver de matar gent innocent per tal de complir els seus designes. Lluny d'importar-los qui s'atreveixi a combatre'l, extermina els seus enemics sens dubtar. Per aquest i únic motiu en el contingut de l'obra, un Senyor Fosc ha de ser destruït, mutilat, o senzillament desviat al bé, pel terrible poder que posseeixen. La lluita d'un Senyor Fosc i un heroi és la representació de la épica lluita del bé contra el mal, una lluita llegèndaria on només pot haver-hi un vencedor on decideix el destí del bàndol de la llum. En molts casos es tracta d'éssers que originalment van pertànyer a les forces del bé però van ser corromputs, usualment com a resultat de certeses pel que fa a les forces del bé i també a causa d'esdeveniments traumàtics, sent aquests el punt de trenqui per al canvi de personalitat.

## Característiques
Un Senyor Fosc és un malvat de maldat pura que no té humanitat i és incapaç de sentir amor i respecte mutu cap a uns altres. No tenen consciència i no poden sentir culpa o remordiment pels seus actes de maldat. Per a ser classificat com Senyor Fosc, un malvat ha de tenir almenys un d'aquestes característiques:
- Poders extraordinaris i sobrenaturals.
- Una fortalesa impenetrable.
- Un exèrcit de seguidors devots.
- Un nom que pocs s'atreveixen a parlar en veu alta.
- Una sed de poder a expensa d'uns altres.

Sovint els Senyors Foscs es neguen a enfrontar-se directament als herois. Diverses vegades són déus foscs, dimonis o fetillers malignes que existeixen en altra dimensió o mantenen una fortalesa impenetrable, preferint treballar a través dels seus nombrosos seguidors. Sovint, com en el cas de Sàuron en la trilogia de El Senyor dels Anells de J.R.R. Tolkien i Arawn de Chronicles of Prydain de Lloyd Alexander, el Senyor Fosc és més una força que una personalitat i ell i l'heroi mai tenen una presentació formal. No obstant això no sempre és el cas. Sovint com en el cas de Warlock Lord i Malthazar l'heroi s'enfrontarà al Senyor Fosc al climax de la història i el derrotarà.

### Context religiós i polític
En el context dels «ordes religiosos» (a diferència de la literatura d'entreteniment) es refereix normalment a Satan o altres entitats similars que ostenten el poder sobre criatures diabòliques inferiors i busquen acabar amb la tranquil·litat i la vida de la gent, de vegades tràgicament, i sempre maliciosament. Molts dels clixés dels senyors foscs procedeixen dels estats totalitaris amb propaganda i ideologia feixistes. En un entorn modern, són de vegades dictadors megalòmans que els seus seguidors són representats amb robes similars als uniformes de les tropes nazis, i l'arquitectura és amb freqüència de l'estil geomètric i modernista comú al de l'antiga Unió Soviètica.

### Context fantàstic
En les novel·les fantàstiques els Senyors Foscs s'han convertit en un clixé després de l'èxit de El Senyor dels Anells de J. R. R. Tolkien, on el Senyor Fosc és Sàuron. El cas de Sauron també va iniciar l'hàbit que els personatges tinguin massa por de cridar al Senyor Fosc pel seu nom: els Gondorians de la Terra Mitjana tenen per norma no cridar mai a Sauron pel seu nom, perquè temen que això li atregui, i sempre es refereixen a ell com «l'enemic» o «l'enemic sense nom», fins i tot encara que saben que té un nom. En la prosecuela El Silmarillion es revela que Sauron és el segon Senyor Fosc, car era el lugartenent del primer Senyor Fosc, Morgoth, fins a la derrota d'aquest. Morgoth va dur el mal original al món i va crear als orcs torturant i mutilant elfs.
Seguint l'exemple de Sauron, en el gènere fantàstic els Senyors Foscs sempre són representats com criatures immensament poderoses i implacablement malvades amb una insaciable luxúria pel poder, amb les quals no es pot raonar ni negociar. La pau només pot ser restablida amb un destrucció definitiva. Els senyors foscs no s'enfronten directament als herois; amb freqüència són déus o dimonis foscs, habiten en altres dimensions o tenen una fortalesa fosca i inaccessible. Solen confiar en una àmplia i ombrívola xarxa de serfs, que amb freqüència té una estructura extremadament jeràrquica.

### Origen
El personatge del Senyor Fosc probablement s'origina de la mitologia i la religió que contenen els seus propis Senyors Foscs, per exemple Iblís, Set, Ahriman i per descomptat, Satanàs. Satanàs va ser una de les principals inspiracions per Sauron i el seu mestre Morgoth del Silmarillion i molts Senyors Foscs des de llavors han estat Àngels Caiguts. El primer Senyor Fosc de la història va ser probablement Sàuron i com a tal és considerat per posar els estàndards del personatge del Senyor Fosc. És una poderosa entitat que va intentar conquistar el món en el qual la història pren lloc fa molts anys però va ser derrotat i la seva forma física va ser destruïda. No obstant això el seu esperit torna i busca recuperar la seva forma física i continuar la seva busqueda de dominació mundial amb l'ajuda dels seus exèrcits malignes. No obstant Sauron. com tots els Senyors Fosc de ficció, són derrotats, i aquest no va ser execpció. Aquest és l'últim moment de la seva vida; el combat contra el seu enemic final, l'Heroi, qui el matarà.
Darth Vader és també un important Senyor Fosc, sent el Senyor Fosc del cinema probablement més conegut i a la vegada un dels Senyor Fosc més importants de la cultura de la ficció; com a Anakin Skywalker caigué en la corrupció del poder i es convertí en un Lord Sith, equivalent a un Senyor Fosc. Igual que Sauron, Darth Vader és temut per tots els essers que l'envolten, tant a amics com a enemics, i s'ha convertit en un malvat tirà que terroritzà milers de sistemes i planetes en la galàxia fictícia de Star Wars. Igual que Sauron, Darth Vader també pa perdre el seu cos original, i s'ha convertit en un monstre cíborg. Altre arquetípic Senyor Fosc és Lord Voldemort dels llibres de Harry Potter de J.K. Rowling.
Com Sauron, Voldemort posseeix un nom que pocs s'atreveixen a dir en veu alta, un exèrcit de seguidors devots i vasts poders foscs. Com Sauron i Darth Vader, la forma física de Voldemort va ser destruïda i la trama dels llibres enfoca el seu recerca de recuperar-la, no obstant això, Voldemort té èxit i els llibres posteriors enfoquen als protagonistes principals en una recerca per a destruir-lo. A diferència de Sauron, Voldemort sovint apareix com personatge i té una personalitat molt forta. El hibris excessius és una mica comú en els Senyors Foscs, ja que sovint fan gestos extravagants o dramàtics com una demostració del seu poder i/o misericòrdia, plaer davant el predicament de l'heroi i/o subestimar als seus oponents, duent a la seva caiguda.
En el món dels videojocs també s'han creat importants Senyors Foscs amb històries i passats molt profundes i tràgiques. Ganon seria un dels exemples més notables. La història de Ganon; va néixer en un poble pobre en mig d'un desert marginat en els confins del Regne d'Hyrule. Criat en la seva infància per dues despietades bruixes, Twinrova, van ser les possibles causants a la desviació al mal, ensenyant-li malvada màgia negra. Des de llavors, Ganondorf busca el poder il·limitat i vol aconseguir un món perfecte per viure-hi. Així va anar actuant fins a ocasionar els seus terribles crims fins a la seva posterior i última mort pel llegendari heroi de la franquícia Link. No li importaba matar qui fos per complir els seus objectius i la recerca del poder per convertir-se en un déu i viure millor la seva vida egoistament és el que li va causar la desaparició total.

#### Exemples de Senyors Foscs
| Nom del Senyor Fosc  | Llibre, pel·lícula, còmic o joc | Breu descripció                                                                            |
| -------------------- | ------------------------------- | ------------------------------------------------------------------------------------------ |
| Darth Vader.         | Star Wars.                      | Dark Lord del Sith, Senyor Fosc de Star Wars.                                              |
| Sàuron.              | El Senyor dels Anells.          | Senyor Fosc en El Senyor dels Anells i El Silmarillion, respectivament, de J.R.R. Tolkien. |
| Lord Voldemort.      | Harry Potter.                   | Senyor Fosc de les novel·les de Harry Potter.                                              |
| Emperador Palpatine. | Star Wars.                      | Dark Lord del Sith, Senyor Fosc de Star Wars.                                              |
| Morgoth.             | El Senyor dels Anells.          | Senyor Fosc en el El Silmarillion, respectivament, de J.R.R. Tolkien.                      |
| Ganondorf.           | The Legend of Zelda.            | Dark Lord i Great King of Evil de la sèrie de videojocs The Legend of Zelda.               |
| Comte Dooku          | Star Wars.                      | Dark Lord del Sith, Senyor Fosc de Star Wars.                                              |
| Skeletor             | He-Man.                         | Dark Lord de la famosa sèrie He-Man                                                        |